# Горнень
Горнень, Горнені (рум. Gorneni) — село у повіті Джурджу в Румунії. Входить до складу комуни Єпурешть.
Село розташоване на відстані 25 км на південний захід від Бухареста, 43 км на північ від Джурджу.

## Населення
За даними перепису населення 2002 року у селі проживала 591 особа.
Національний склад населення села:
| Національність | Кількість осіб | Відсоток |
| -------------- | -------------- | -------- |
| румуни         | 580            | 98,1%    |
| цигани         | 11             | 1,9%     |

Рідною мовою назвали:
| Мова      | Кількість осіб | Відсоток |
| --------- | -------------- | -------- |
| румунська | 580            | 98,1%    |
| циганська | 11             | 1,9%     |